# اندیس سنگ سیانی۱
سنگ سیانی۱ یک اندیس فلزی است که در حوالی شهر جبال بارز استان کرمان قرار دارد و مادهٔ معدنی موجود در آن، مس است.  